# Henri Deraedt
Henri Deraedt, né le 23 décembre 1888 à Gand et mort en mars 1956, est un homme politique belge. 
Il était enseignant et habitait l'avenue Isidore Geyskens, no 120. 
Les élections du 24 novembre 1946 le portèrent au conseil communal en tant que mandataire socialiste. Il réunit suffisamment de voix de préférence pour se voir proposer l'échevinat de l'état civil, un mandat qu'il exerça jusqu'en 1952. 
Il mourut en mars 1956.
Depuis décembre 1957 la rue Henri Deraedt à Auderghem porte son nom.